# لئوناردو گاتو
لئوناردو گاتو (انگلیسی: Leonardo Gatto؛ زادهٔ ۲۸ آوریل ۱۹۹۲) بازیکن فوتبال اهل ایتالیا است.
از باشگاه‌هایی که در آن بازی کرده‌است می‌توان به باشگاه فوتبال آسکولی، باشگاه فوتبال سالرنیتانا، باشگاه فوتبال ویرتوس لانچانو، باشگاه فوتبال آتالانتا، باشگاه فوتبال پیزا، باشگاه فوتبال ویچنزا، و باشگاه فوتبال پرو ورچلی اشاره کرد.
وی همچنین در تیم‌های ملی فوتبال زیر ۲۰ سال ایتالیا، Italy Lega Pro representative teams، و زیر ۲۱ سال ایتالیا بازی کرده‌است.